# Impetuoso
Impetuoso is een Italiaanse muziekterm die aangeeft dat een passage of een muziekstuk uitgevoerd moet worden op een zodanige manier, dat een bepaalde onstuimigheid in de voordracht tot uitdrukking komt. De vertaling van de term in het Nederlands is dan ook overhaast of onstuimig. Deze aanwijzing heeft slechts betrekking op de voordracht en niet zozeer op het tempo dat gespeeld moet worden (dit wordt overigens meestal apart aangegeven met een tempo-aanduiding). Hoe deze onstuimigheid tot uitdrukking komt is aan de uitvoerend muzikant of een dirigent. Wel kan hierbij gedacht worden aan een niet te lieflijk (dolce) spel en een grilligheid in de timing, dus niet zeer strak in de maat (alla misura).
Ondanks dat impetuoso geen tempo-aanwijzing is, betekent dit niet dat bij het in de voordracht uitvoeren van de aanwijzing, geen tempoverschil waarneembaar zal zijn. Het verschil zit hem dan in het karakter van de muziek dat de uitvoerend muzikant(en) willen uitvoeren. Ditzelfde geldt voor de dynamiek.